# Пеллегріно Тібальді
Пеллегріно Тібальді (італ. Pellegrino Tibaldi Пурія ді Вальсольда 1527—1596) — італійський архітектор, скульптор і художник-фрескіст доби маньєризму.

## Ранні роки в Болоньї
Народився в Пурія ді Вальсольда, тоді Міланське герцогство. Його батько був каменяр. Дитинство хлопця пройшло в місті Болонья. Виявив художні здібності і почав опановувати художню майстерність. Збережені відомості про першу картину під назвою «Містичні заручини Катерини Александрійської» у віці 15 років.

## Римський період
1547 року Пеллегріно Тібальді відбув у Рим. Влаштувався на навчання в майстерню художника Періно дель Вага (1501—1547). По смерті Періно дель Вага молодик залишився в Римі і став прихильником монументального живопису Мікеланджело Буонарроті. Але від художньої манери Мікеланджело він узяв не ідейне навантаження і пошуки змісту життя та мистецтва, а лише його декоративну складову. Згодом він став непоганим художником-декоратором, майстром фрескового живопису. В римський період він виконав декоративні фрески в палаці Сакетті «Історія Мойсея» та в апартаментах папи римського Павла ІІІ в замку святого Янгола.
Серед перших впливових меценатів художника — кардинал Джованні Поджі, для останнього він виконав декілька замов. Серед них — фрески в палаццо Поджо в місті Болонья («Історія Одісея», «Історія Сусанни», "Епізоди житія Івана Хрестителя " в каплиці Поджі). За замовою кардинала Поджі Пеллегріно Тібальді виконав як архітектор каплицю в Лорето.

## Праця над замовленнями Карло Борромео

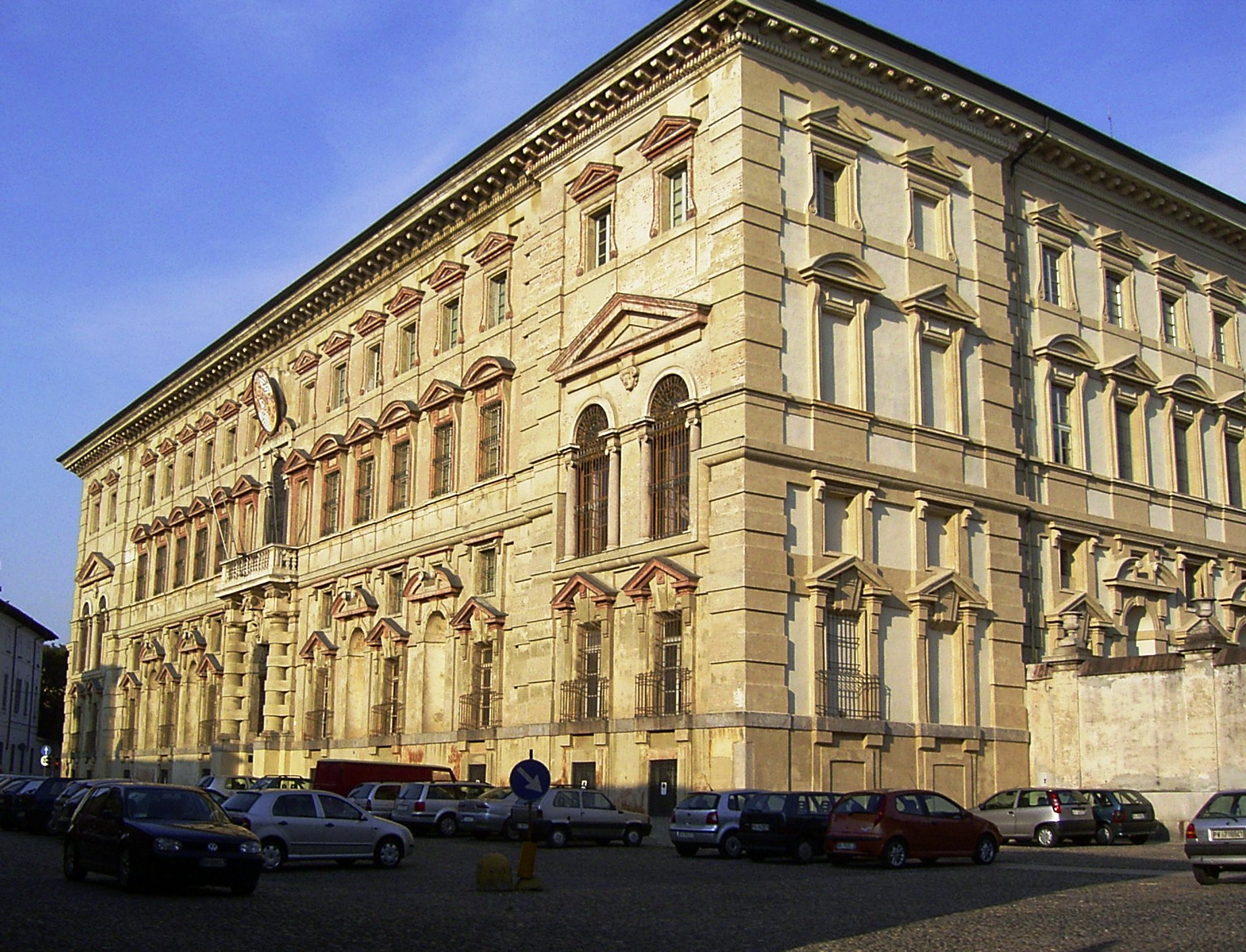
Коледж Карло Борромео, Павія

В період 1558—1561 років він мешкав у місті Анкона. Серед фресок цього періоду — стінописи в палаці Ферретті.
1561 року про нього дізнався кардинал Карло Борромео і запросив його на працю в Мілан.
Широка програма оновлення католицьких храмів і зміцнення позицій римського політичного і релігійного впливу в краї, котру проводив кардинал Карло Борромео, відкрила для обдарованого різнобічно митця широкі перспективи. Здебільшого він працював як архітектор. Пеллегріно Тібальді працював над замовленнями як кардинала, так і приватних осіб. Серед споруд цього періоду центрична церква Сан Карло в Лазареті (збережена, тоді як територія лазарету давно забудована), фасад церкви Сан Феделе, церква Сан Себастьяно, церква Сан Вітале аль Корпо.
Кардинал доручив йому створення унікальної споруди — коледжу Карло Борромео у місті Павія. Навчальний заклад-інтернат був заснований 1561 року і мав на меті дати освіту юнакам з небагатих та бідних родин. Тібальді використав тільки архітектурні деталі для декору фасадів, використавши їх у збільшеному розмірі і дещо затісно, що справляло враження палацової величі і розкошів. Серед сучасників споруда коледжу і сприймалась як «палац наук».

## Праця в Іспанії
Карло Борромео помер 1584 року і Пеллегріно втратив впливового покровителя та мецената.
1586 року він відбув у Іспанію, де його взяв на службу король Філіп ІІ. На створенні фресок у Ескоріалі був задіяний італієць Федеріко Цуккарі. Пеллегріно Тібальді замінив його і отримав посаду придворного художника.

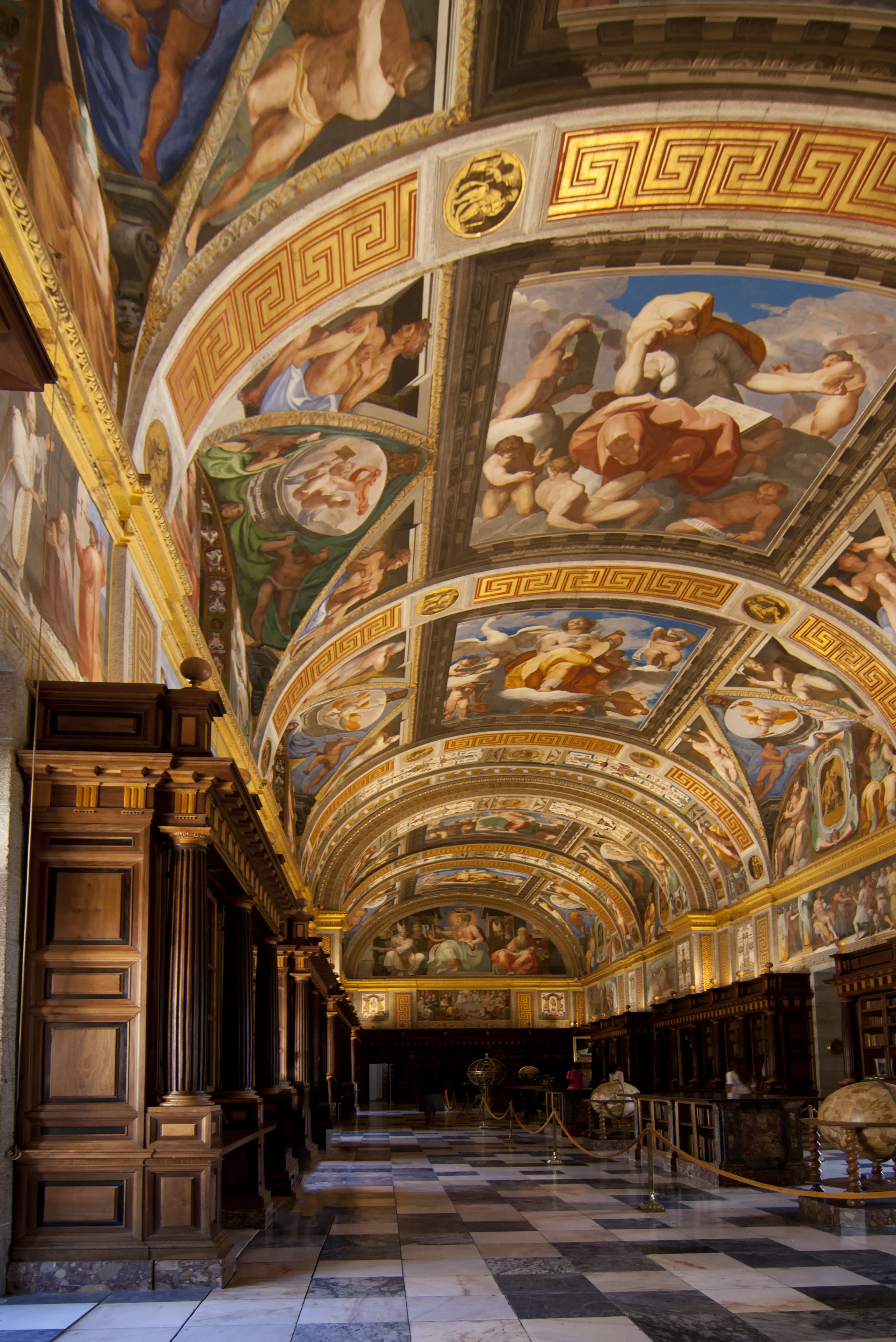
Фрески бібліотеки Есоріала

Для нього знову відкрились широкі перспективи творчої праці, цього разу як для художника-фрескіста. Серед натовпу художників-заробітчан, що скупчились у Ескоріалі, Пеллегріно Тібальді вирізнявся масштабом обдарування та універсальністю, притаманній кращим художникам попередньої доби. Ескоріал з великою кількістю оголених стін надавав можливість для праці цілим бригадам художників. Так, Зала баталій була прикрашена фресками Ніколо Гранелло та Фабріціо Кастелло, а гротески, створені ними на склепіннях, були абсолютно новітнім, небаченим декором для Іспанії.
Пеллегріно Тібальді не приховував, що у власних декоративних фресках копіював манеру Мікеланджело Буонарроті у Сикстинські каплиці. Звідси розподіл на окремі ділянки, широке використання могутніх декоративних фігур у різних ракурсах і декоративних елементів тощо. Якщо Мікеланджело спирався на біблійні сюжети з їх величчю задуму і багатозначністю, у Тібальді таких виграшних сюжетів не було. Він вимушено наслідував програмі, котру створив іспанець Хосе Сігуенса і пішов шляхом створення численних алегорій. Так, серед декоративних фресок в бібліотеці Есоріала — алегорії семи мистецтв ще за середньовічними настановами (Граматика, Діалектика, Риторика, Музика, Геометрія, Арифметика та Астрономія, єдина наука, котру тоді зараховували до мистецтв). Хосе Сігуенса подбав, щоб були і натяки на зв'язок із Іспанією. Так, Алегорію Музики супроводжували Орфей і Еврідіка, царі Давид і Саул, котрі ніколи не мешкали у Іспанії. Тоді як алегорію Філософії супроводжували Платон, Сократ, Арістотель та письменник Сенека, що був уродженцем Іспанії часів її колонізації Стародавнім Римом.
Пелегріно Тібальді створив стінописи у бібліотеці Ескоріала, в аркаді парадних сходів, серію фресок на сюжети Нового заповіту в нижній галереї Дворика євангелістів.

## Останні роки, Мілан
Він повернувся у Мілан, де про нього ще не забули. Отримав там посаду головного архітектора Міланського собору, але встиг зробити небагато. Він помер у Мілані.

## Твори в архітектурі (перелік)
- каплиця в Лорето
- церква Сан Себастьяно (Мілан)
- церква Сан Феделе (Мілан)
- церква Сан Протасо (Мілан)
- центрична церква Сан Карло в Лазареті (Мілан)
- церква Сан Крістофоро (Лоді)
- Коледж Карло Борромео (Павія)
- Палаццо Ербо Одескалькі (Мілан)
- палац Просперо Вісконті (Мілан)
- церква Сан Вітале аль Корпо (Мілан)

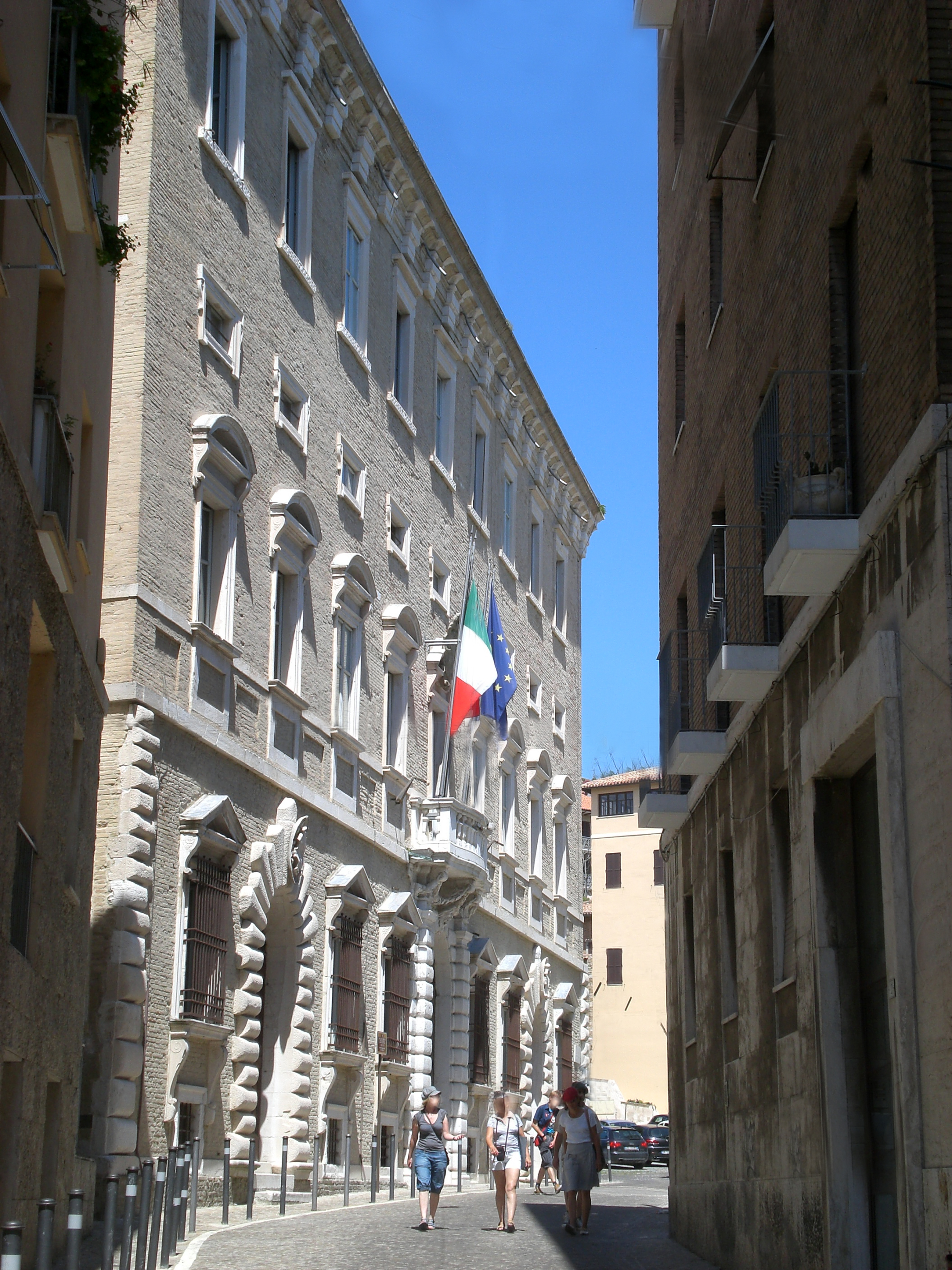
Палаццо Феретті (Анкона)
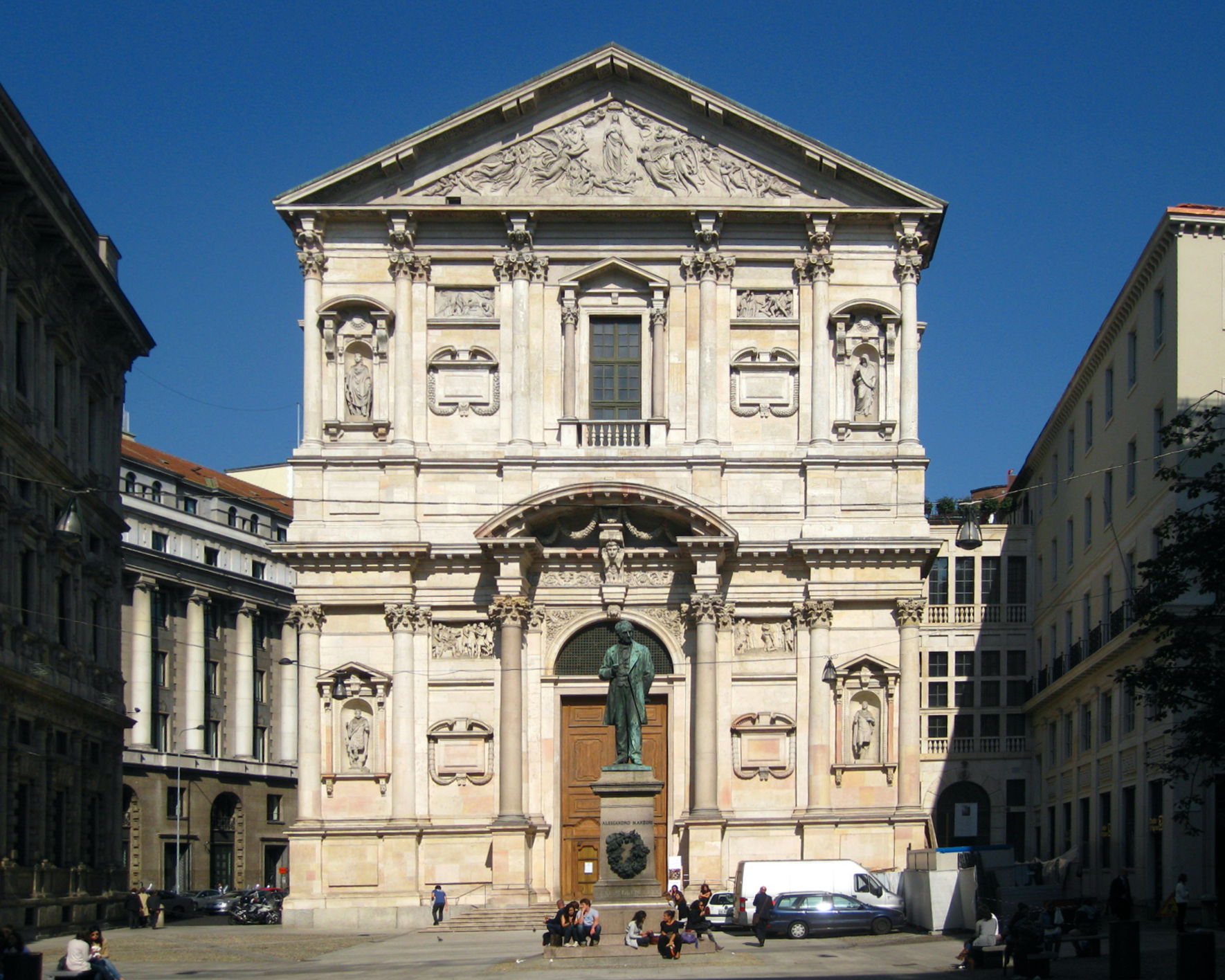
церква Сан Феделе (Мілан)
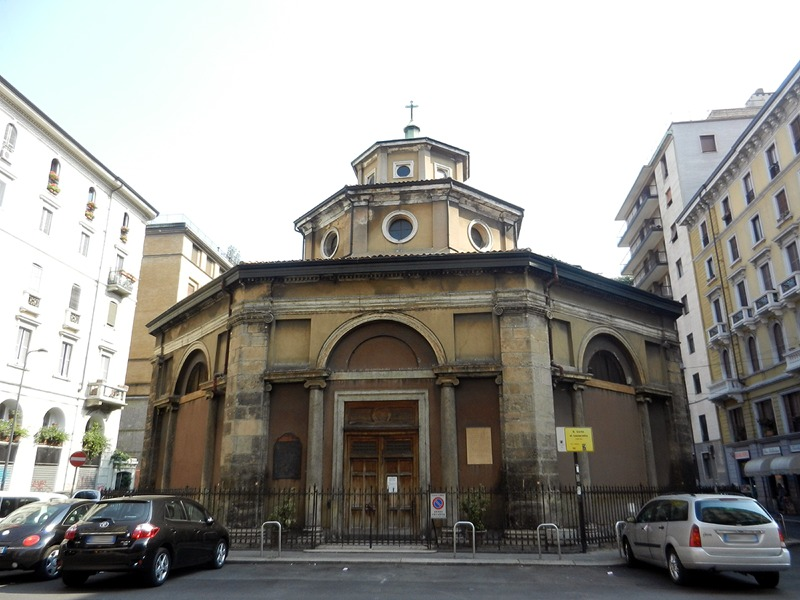
центрична церква Сан Карло в Лазареті (Мілан)
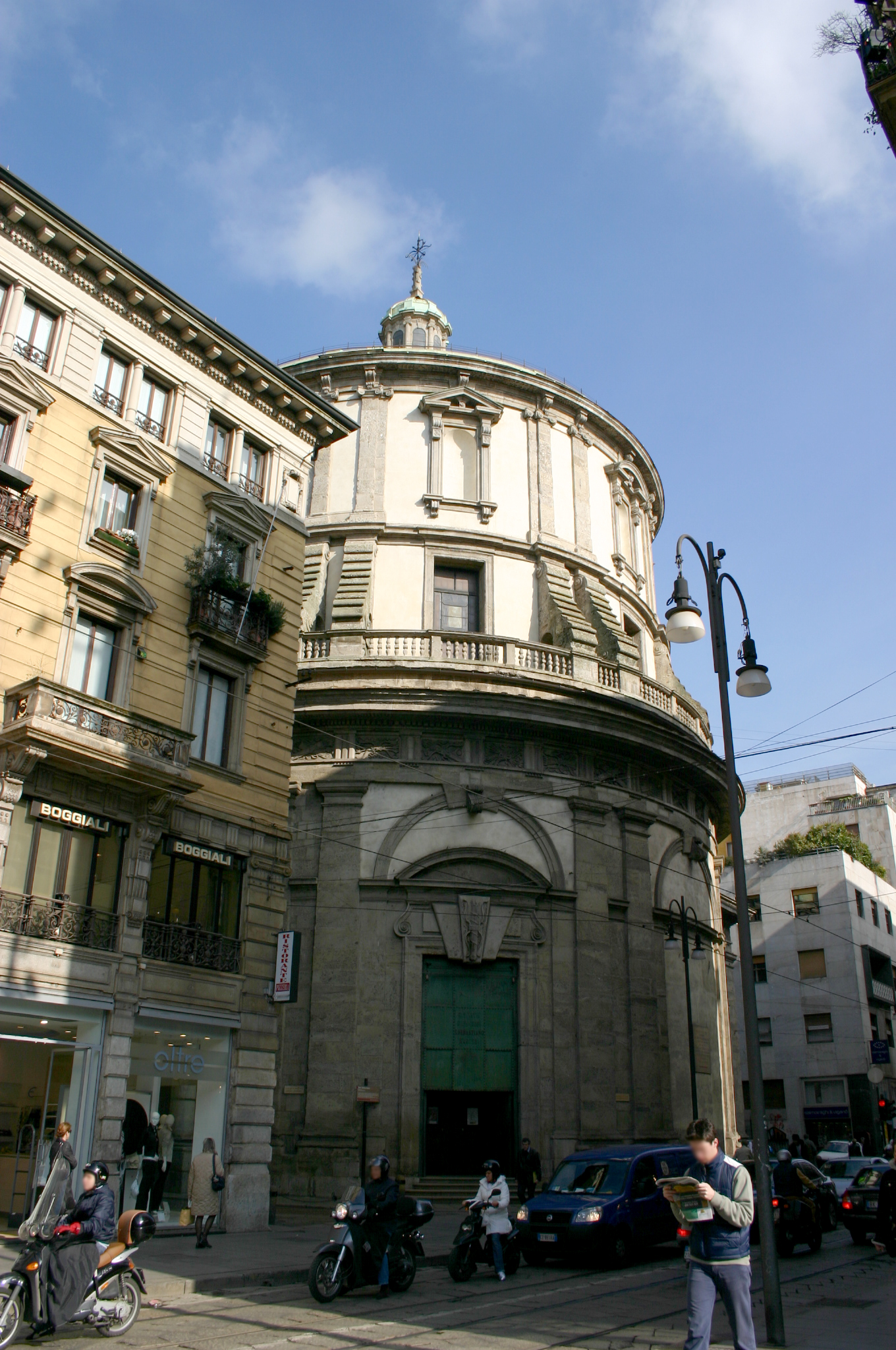
церква Сан Себастьяно (Мілан)
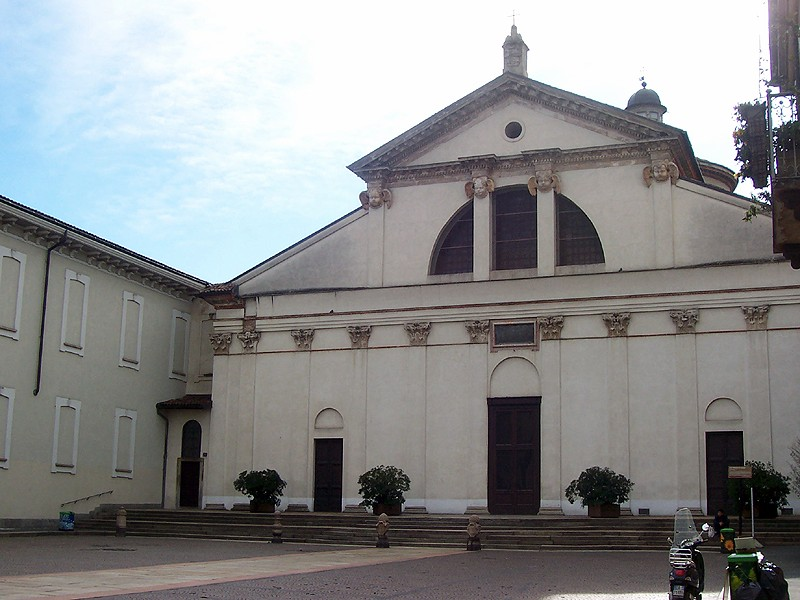
церква Сан Вітале аль Корпо (Мілан)

- Палацо Поджі (Болонья)
- Каплиця Лукреції делла Ровере

- Палаццо Феретті (Анкона)
- церква Сан Феделе (Мілан)
- центрична церква Сан Карло в Лазареті (Мілан)
- церква Сан Себастьяно (Мілан)
- церква Сан Вітале аль Корпо (Мілан)

## Обрані твори (фрески)

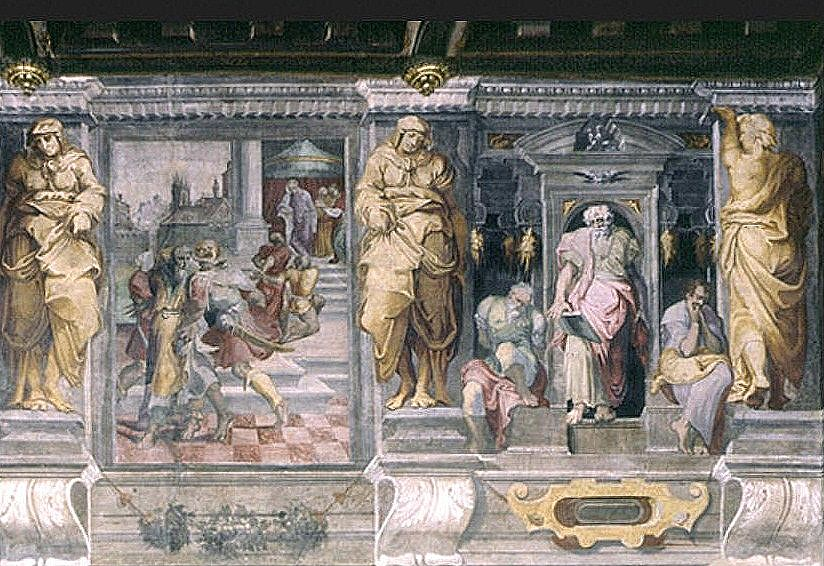
Пеллегріно Тібальді. «Історія Сусанни», Палаццо Поджі, Больнья

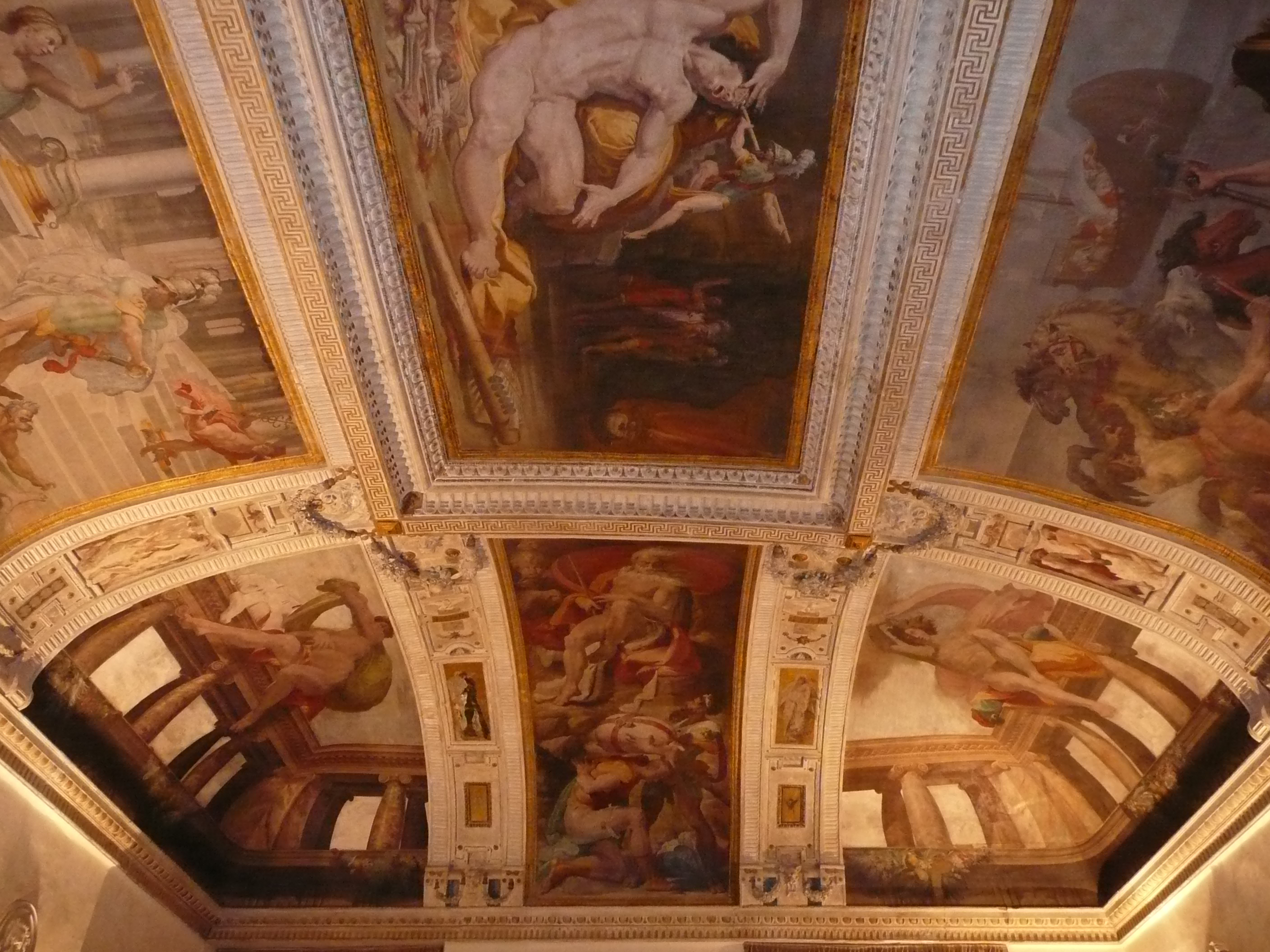
Пеллегріно Тібальді. Палаццо Поджі, Болонья. Стінописи на стелі

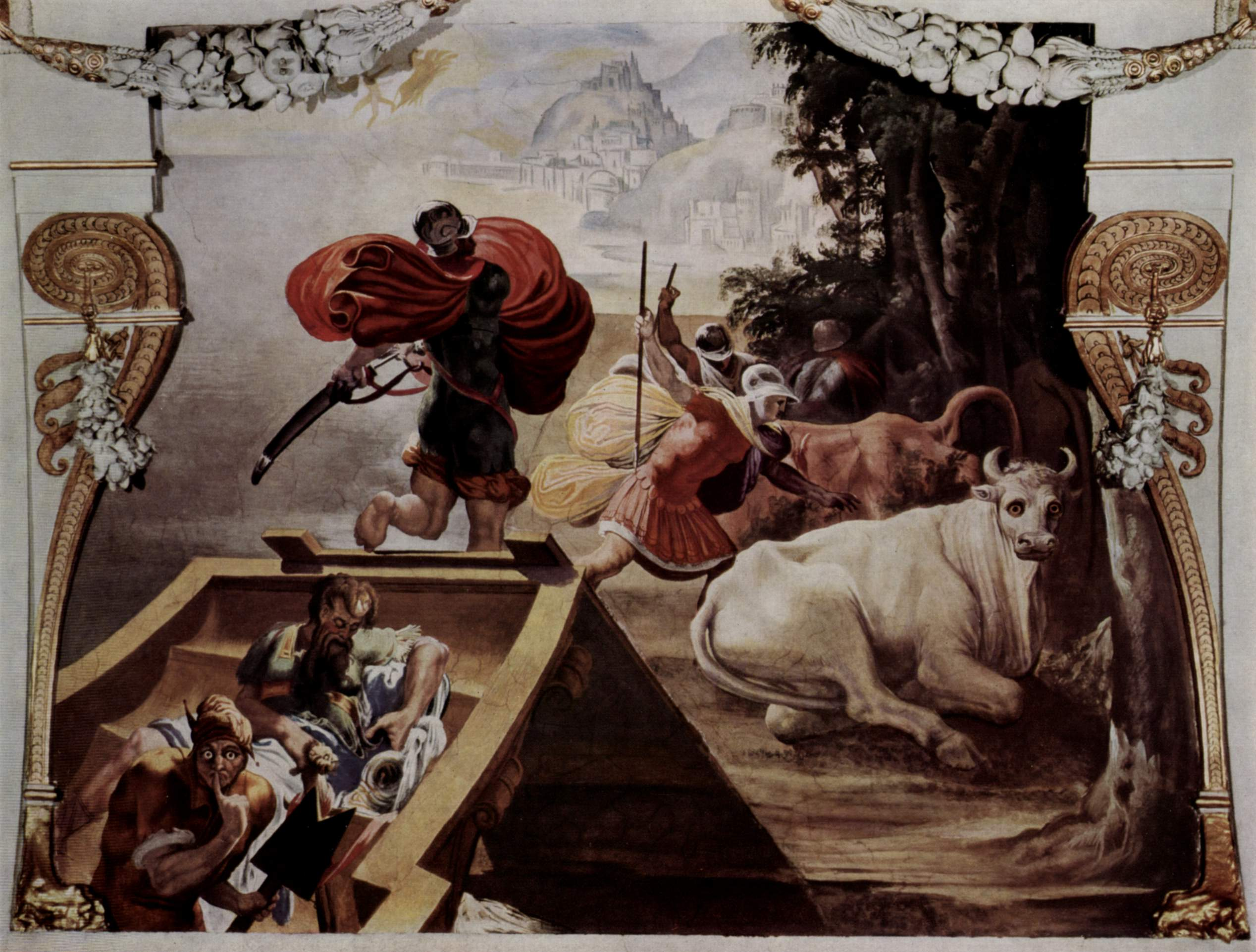
Пеллегріно Тібальді. Фреска серії «Історія Одісея»
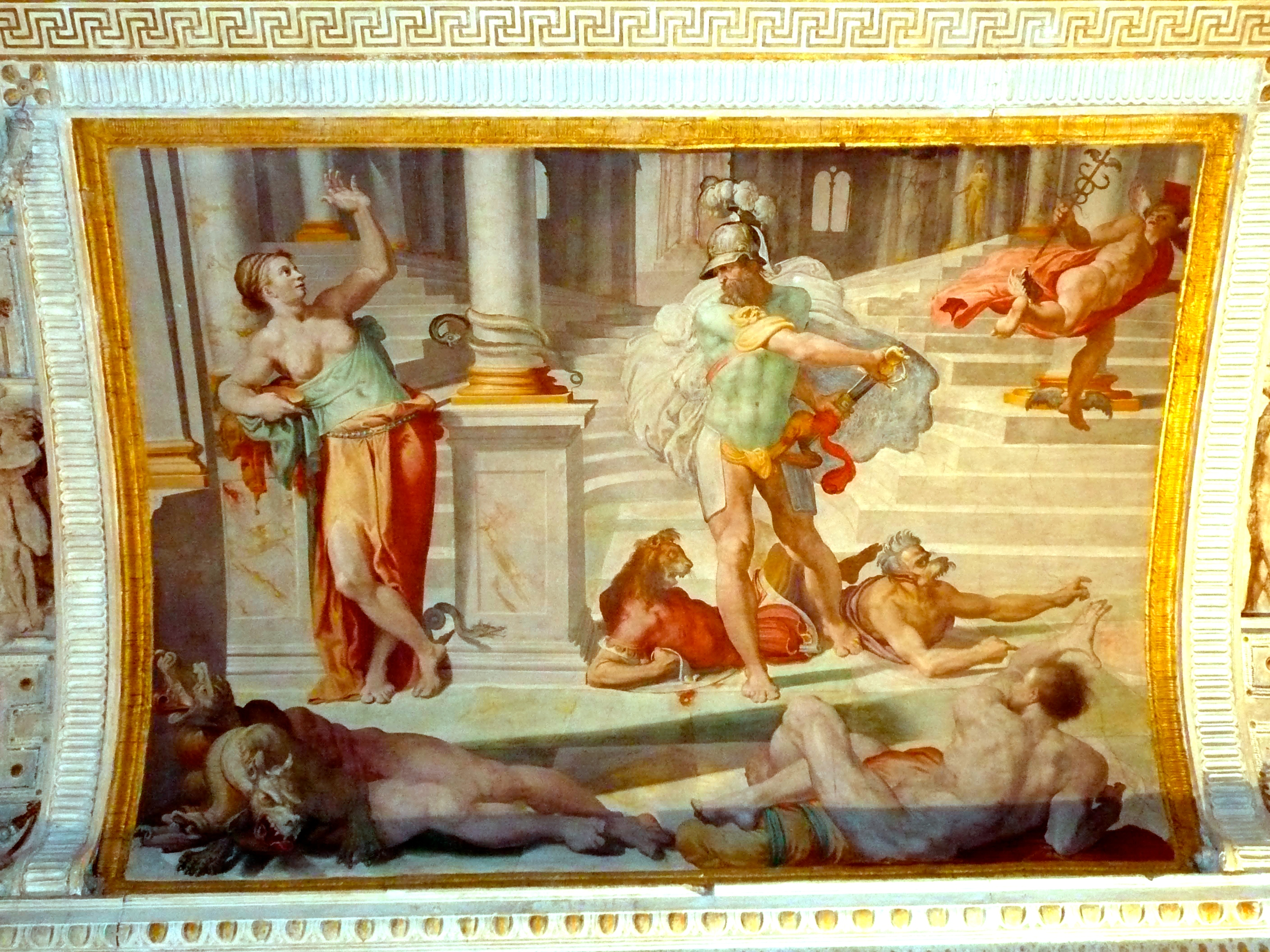
Пеллегріно Тібальді. Одісей у володіннях чаклунки Цирцеї
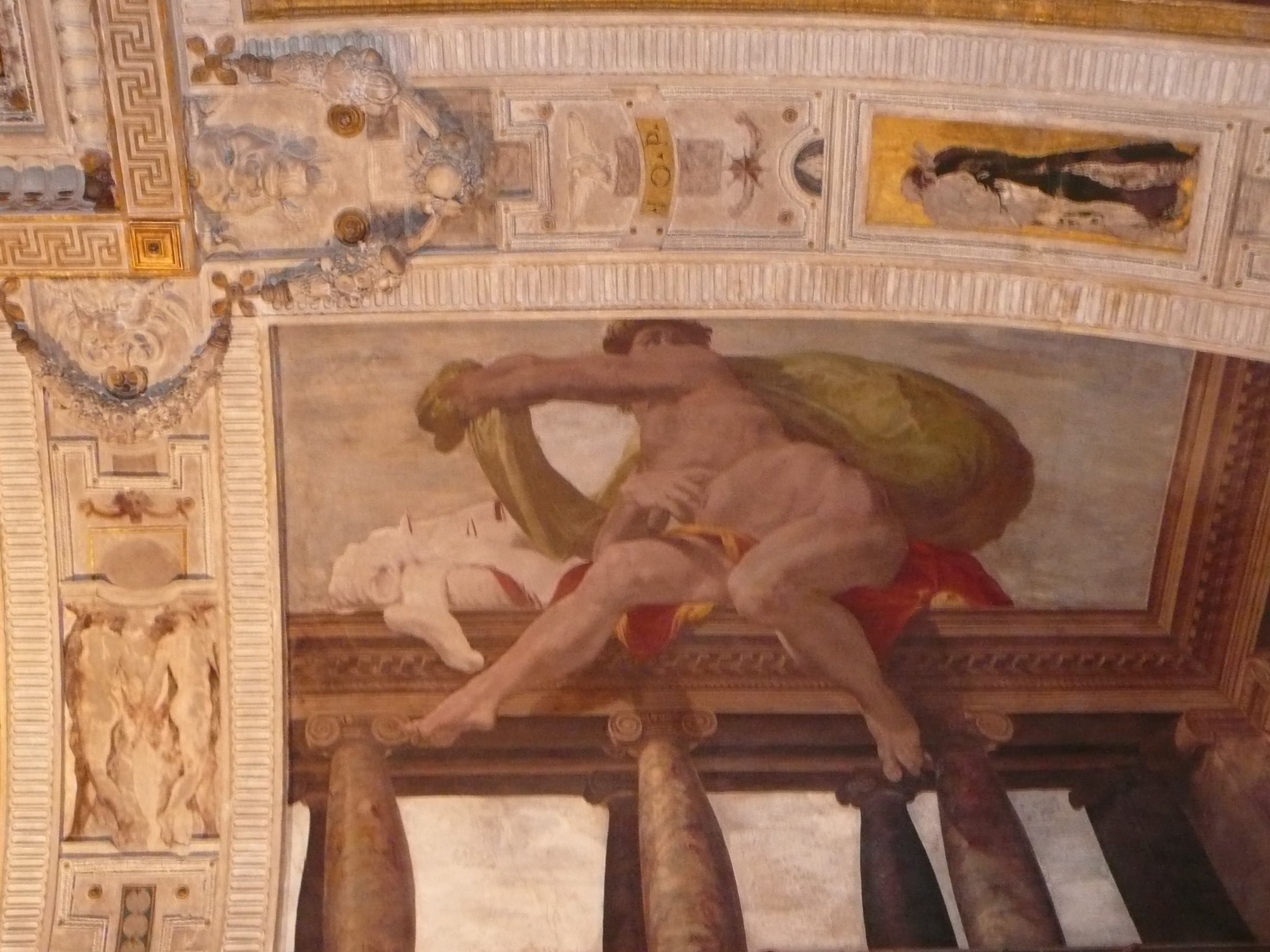
Пеллегріно Тібальді. Декоративні велетні по кутах.
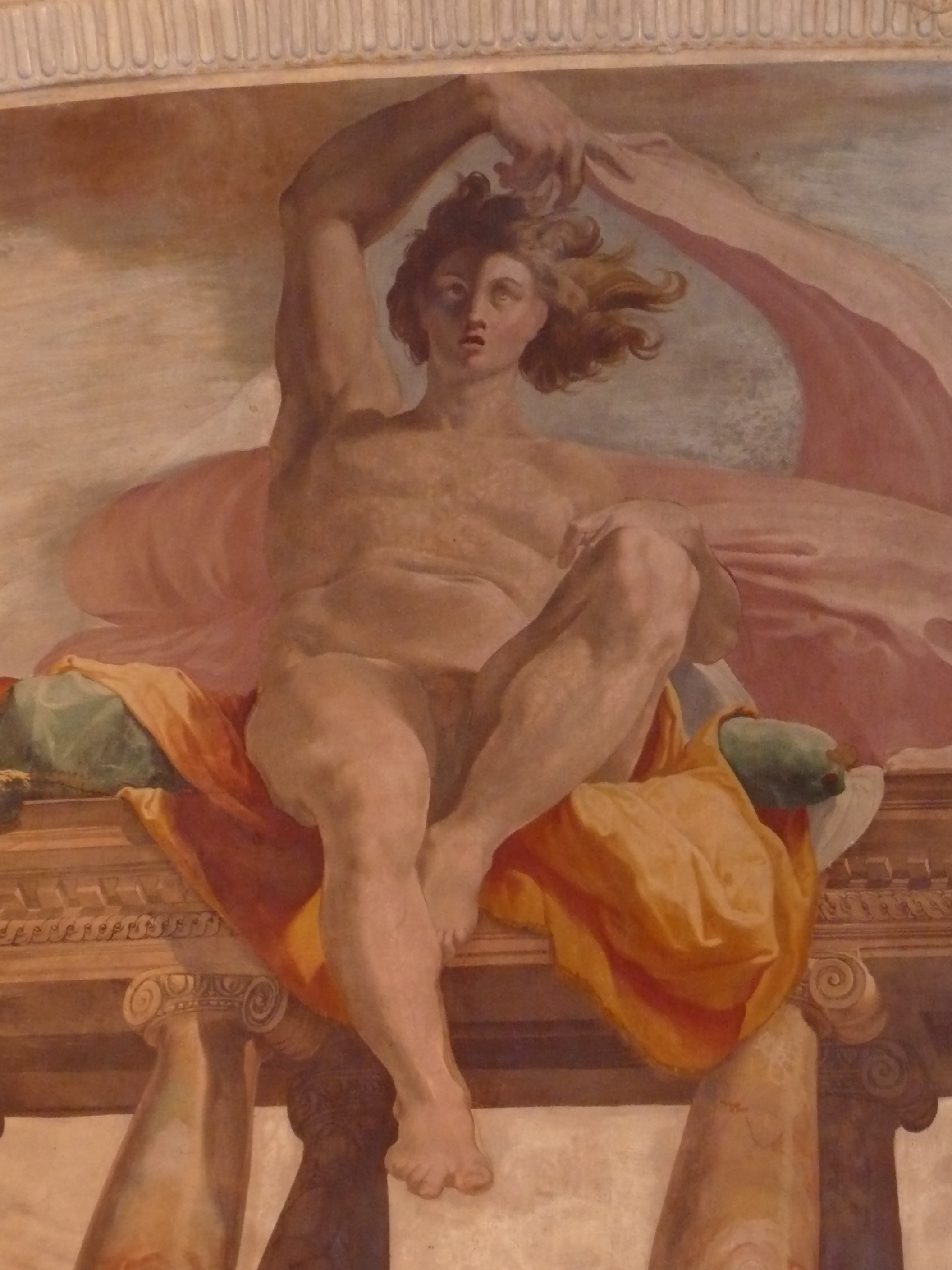
Пеллегріно Тібальді. Декоративні велетні по кутах стелі.
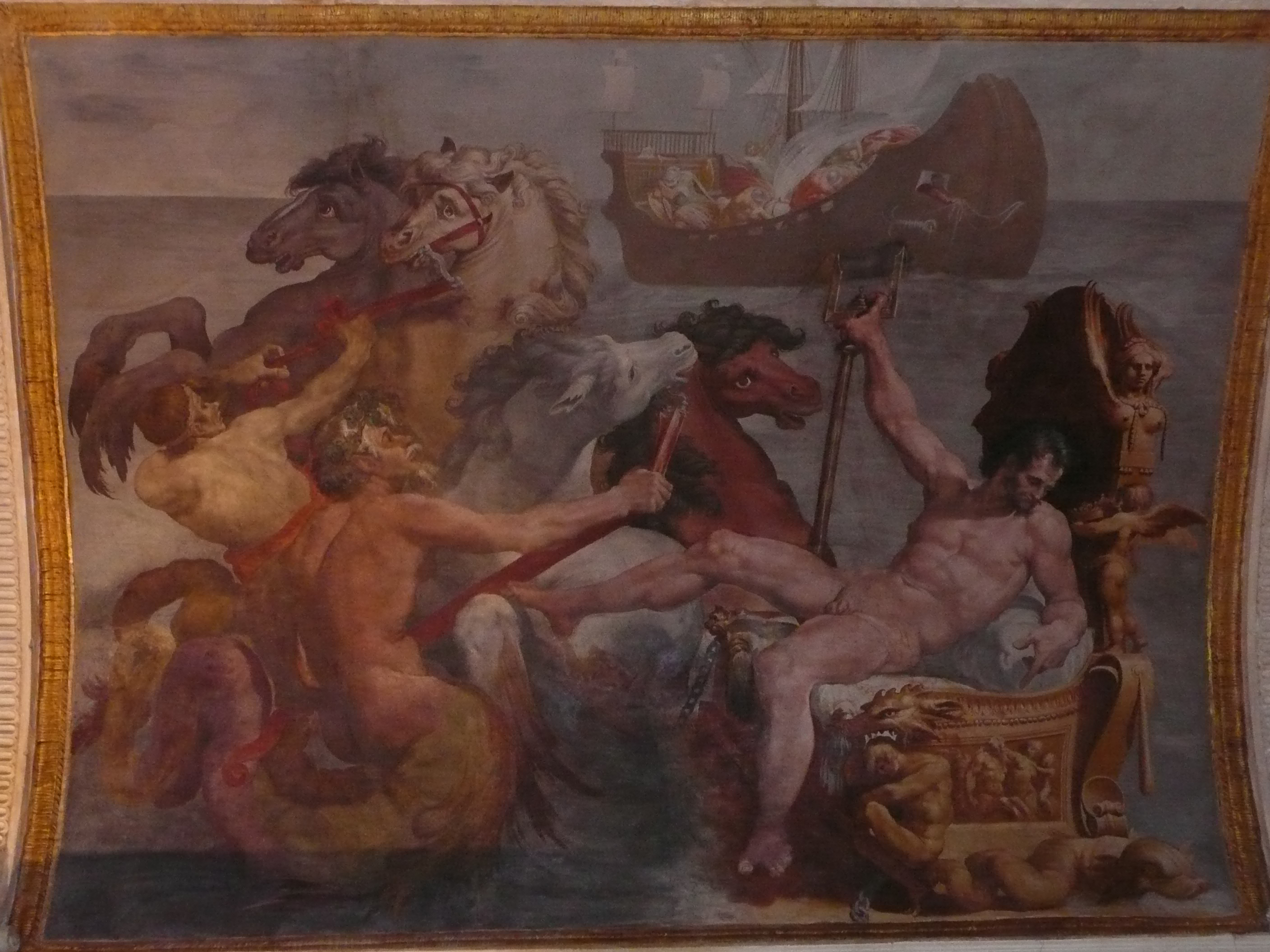
Пеллегріно Тібальді. «Нептун з морськими конями»